# 物理モデル音源
物理モデル音源（ぶつりモデルおんげん）は、デジタル信号処理 (DSP) を利用して、生楽器の発音構造や共鳴構造をコンピュータ上でいかに振動・共振するかをリアルタイムに演算し、音色を仮想的に合成（シミュレート）して音を出す方式。生楽器だけでなく、実在しない楽器も作成することも可能である。この物理モデル音源は物理音源やDSP音源とも呼ばれる。

## 特徴
物理モデル音源では、ヴァイオリンなどの擦弦楽器や管楽器など「音が持続させている間、演奏者が音色を調節することができる楽器」を忠実に再現することができる。しかし、生楽器の忠実な再現のためには複雑な物理モデルが必要になり、制御するべきパラメータの個数も多い。従って、パラメータと音色の関係性が掴み辛く、音色の作成、およびリアルな再現をさせるのが極めて難しいと言われている。
一方で、音が減衰するだけのピアノやドラムの音は、上記の楽器に比べて利点は少なくなるが、その分扱いやすくもなる。
PCM音源の音色増加によって制作負荷が少ないプリセット選択のみの方法で音楽制作が行われる事が多くなったことや、PCM音源と比べ演算負荷が高くなり、同時発音数がとても少ないため、音楽制作の現場において主流の製品が物理モデル音源へ移行することは無かった。現実世界に存在しない楽器のモデルを作り、音色を出すことも可能である。また、リアルタイムに楽器の材質を変化させることも可能である。これはPCM音源にはない特徴である。しかし、生楽器の構造を大きく変えてしまうような音色変化は、ポップスなどで典型的なピアノの音色やテクノなどで典型的なアナログシンセの音色などと比較すると使い所が非常に限られる。
管楽器を鍵盤のついたシンセサイザーで、リアルさを追求しつつ演奏する場合は、コントロールする項目が多くなる。管楽器のように息でリードを振動させて音を出すような楽器では、鍵盤を押すだけではリアルな音が出せず、ブレス・コントローラなどを利用して初めてリアルな音が出せる。そのため、PCM音源のような手軽さはなく弾きこなすには慣れが必要だが、ブレスコントローラや、ウインドシンセサイザーの様な機器を使用することにより、鳴り始めから鳴り終わるまでの擦れるような細かな息遣いまで再現が出来るのは物理モデルの最大の特徴であり利点である。プロ仕様のシンセサイザーや、エレクトーンに搭載されることが多く、1台で和音を演奏するような場合は安価に入手できない。過去にはYAMAHAのVP1という、完全受注生産で270万円もするシンセサイザーも存在した。生楽器の再現を目的とした物理モデル音源は利用者から見た場合に簡便性を欠き、音色の数も少なく、メインで使用することも難しいため、中途半端な立ち位置になってしまっている。
バーチャルアナログシンセサイザーはアナログシンセサイザーの再現を目的としているが、出音を忠実に再現するために電子回路を模した物理モデルを使用しており、限定的な物理モデル音源と言える。この試みは成功しており、ビンテージ物のアナログシンセは稀少でアナログ回路の安定性も低いため、その代替として採用される例が多い。

## 歴史
世界で初めて1993年にヤマハのシンセサイザーVL1に搭載された。ヤマハはVL1に採用したこの音源方式をVirtual Acoustic音源の略としてVA音源と名付けた。その後、1994年にポリフォニック版で撥弦楽器のシミュレートに特化したVP1、そしてVL1の廉価版VL7、モジュール版VL1-mなどを発表した。
その後もいくつかの機種がリリースされているものの、いずれも上記の理由であまり普及せず、波形の大容量化による音質の向上や音色のバリエーションの増加もあってPCM音源が主流のままである。

## 現在までに搭載された製品
ヤマハではヤマハ・VL/VPシリーズ、ヤマハ・EXシリーズのEX5・EX5Rシンセサイザーに搭載。また、シンセサイザーと、モジュール音源向けに発売された拡張ボードPLG150-VL・PLG100-VLがある。近年では、1998年以降発売されたエレクトーンの上位機種や、現行機のSTAGEAの上位機種に搭載されている。
ヤマハ以外の製品では、コルグ社のZ1やProphecyがMOSS音源という名称の物理モデル音源を搭載している。Prophecyを除きその他のMOSS音源は、米国スタンフォード大学とヤマハが所有する電子楽器の特許技術のSONDIUS-XGを応用し融合させたものを搭載している。OASYSやその後継機種であるKRONOSの内蔵音源の一つとしてごく一部のエンジンが搭載されている。
アナログシンセサイザーをデジタルで再現したNord Leadや、ローランドのJP-8000などのバーチャルアナログ音源は、生楽器ではなくアナログシンセサイザーに特化したものであり、物理モデル音源とは区別される。
フランスのIRCAMでは物理モデル音源ソフトウェアModalysが開発されており、Max/MSPやOpenMusicと組み合わせて使用できる。この技術を応用して管楽器の音色を物理モデルで再現したBRASSというソフトウェア音源も発売されている。
VSTiにおいても主流ではないが、Audio ModelingのSWAMシリーズ、IK MultimediaのMODO BASS、WALLANDERのWIVIシリーズなどが存在する。